# Robert Laidlaw
Sir Robert Laidlaw FRGS (* 15. Januar 1856 in Bonchester Bridge, Roxburghshire; † 3. November 1915 in London) war ein schottischer Geschäftsmann und Politiker.

## Leben
Laidlaw wurde 1856 als zweites Kind von William Laidlaw und dessen Ehefrau Agnes in Bonchester Bridge (heute in der Council Area Scottish Borders) geboren. Zunächst arbeitete Laidlaw im schottischen Hawick, bevor er sich in London im Textilgroßhandel betätigte. 1875 bereiste er Südafrika und 1877 das koloniale Indien, wo er sich für 20 Jahre in Kalkutta niederließ. Laidlaw stiftete finanzielle Mittel zur Errichtung der Calcutta Boys’ School. Eine entsprechende Mädchenschule wurde neun Jahre später eingerichtet.
1882 war Laidlaw Mitgründer des Handelsunternehmens Whiteaway, Laidlaw and Co., welches in den folgenden Jahrzehnten wuchs und schließlich über 20 Zweigstellen in Indien und Ostasien verfügte. In den Anfangsjahren der Unternehmung ehelichte er eine Angestellte Witwe, mit welcher er fünf Kinder zeugte, von denen eines, der einzige Sohn, kurz nach der Geburt verstarb. Bei der Rückkehr nach London, ließ sich die Familie im heutigen Londoner Stadtteil Chiselhurst nieder. Sie erwarb eine von Ernest Newton entworfene Villa, welche sie Bonchester taufte.
1909 wurde Laidlaw als Knight Bachelor in den Ritterstand erhoben und als britischer Vertreter in die Opiumkommission entsandt. Im selben Jahr veräußerte Laidlaw sein Anwesen und erwarb eine Villa in Hayes, im heutigen London Borough of Bromley. Fünf Jahre später vermachte er das Gebäude dem britischen Roten Kreuz zur Einrichtung eines Krankenhauses. Laidlaw verstarb 1915 in London. Aus seinem Nachlass stiftete er die finanziellen Mittel zur Errichtung der heutigen Laidlaw Memorial School im indischen Ketti. Er war Präsident der World’s Sunday School Association sowie Fellow der Royal Geographical Society.

## Politischer Werdegang
Erstmals trat Laidlaw bei den Unterhauswahlen 1906 zu Wahlen auf nationaler Ebene an. Er bewarb sich für die Liberal Party um das Mandat des Wahlkreises East Renfrewshire, dessen Mandat der Konservative Hugh Shaw-Stewart seit 1886 hielt. Mit einem Vorsprung von nur 95 Stimmen setzte sich Laidlaw gegen Shaw-Stewart durch und zog in der Folge erstmals in das britische Unterhaus ein. Bei den folgenden Unterhauswahlen im Januar 1910 konnte Laidlaw gegen den Konservativen John Gilmour nur 47,6 % der Stimmen für sich verbuchen und schied aus dem House of Commons aus. Insgesamt sind 96 Beiträge Laidlaws im Parlament verzeichnet.